# ويليام هاوورث
ويليام هاوورث (بالإنجليزية: William Haworth)‏ هو جندي وكيميائي وسياسي أسترالي، ولد في 15 أبريل 1905 في أستراليا، وتوفي في 1 ديسمبر 1984 بملبورن في أستراليا. حزبياً، نشط في الحزب الليبرالي الأسترالي. وقد انتخب عضو الجمعية التشريعية فيكتوريا عن دائرة Electoral district of Albert Park ‏ (2 أكتوبر 1937 – 10 نوفمبر 1945) وانتخب عضو مجلس النواب الأسترالي عن دائرة Division of Isaacs ‏ (10 ديسمبر 1949 – 29 سبتمبر 1969).